# Brasilomysis castroi
Brasilomysis castroi är en kräftdjursart som beskrevs av Mihai Bacescu 1968. Brasilomysis castroi ingår i släktet Brasilomysis och familjen Mysidae. Inga underarter finns listade i Catalogue of Life.